# Estatua de Horemheb en posición de escriba

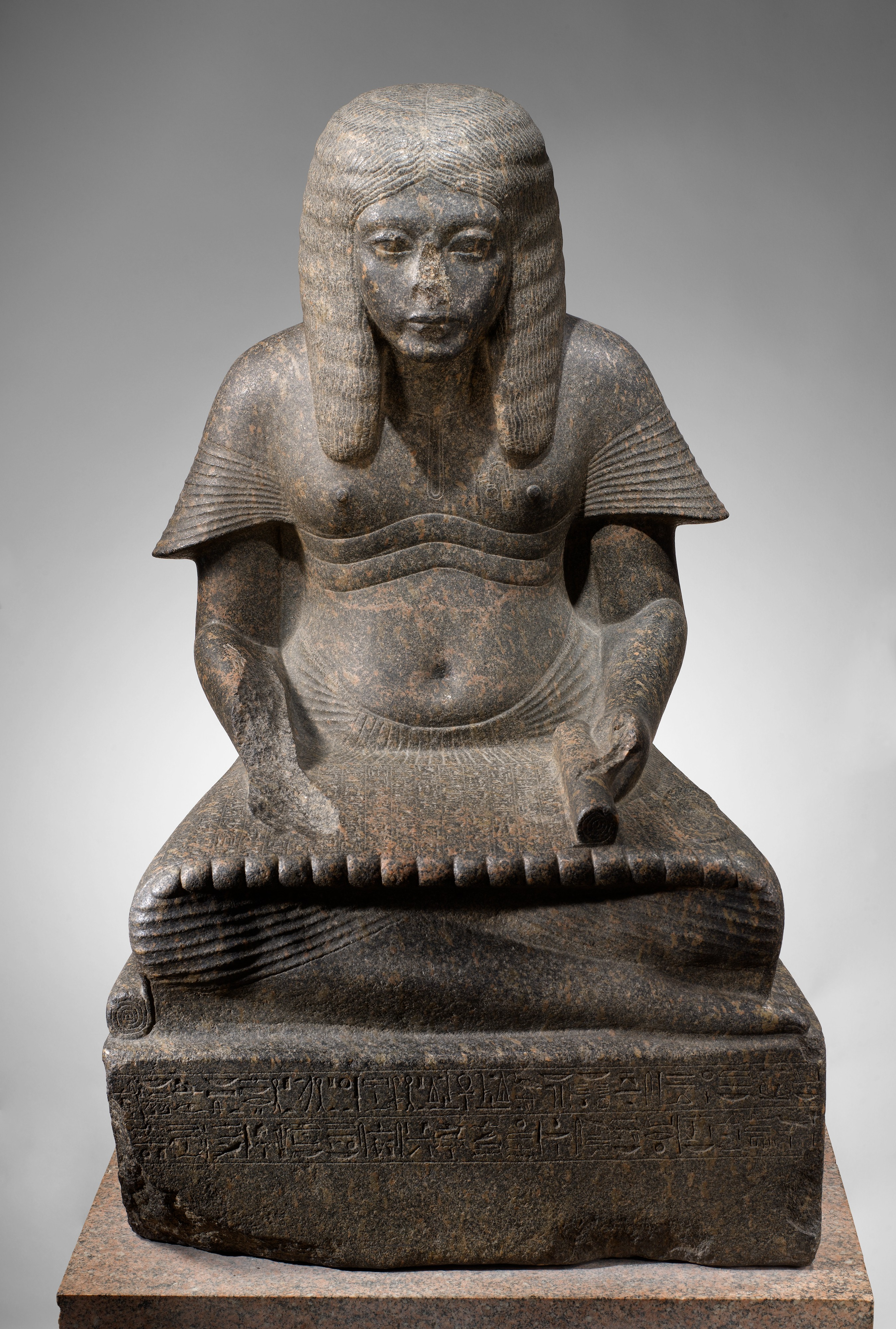
Estatua de Horemheb como escriba

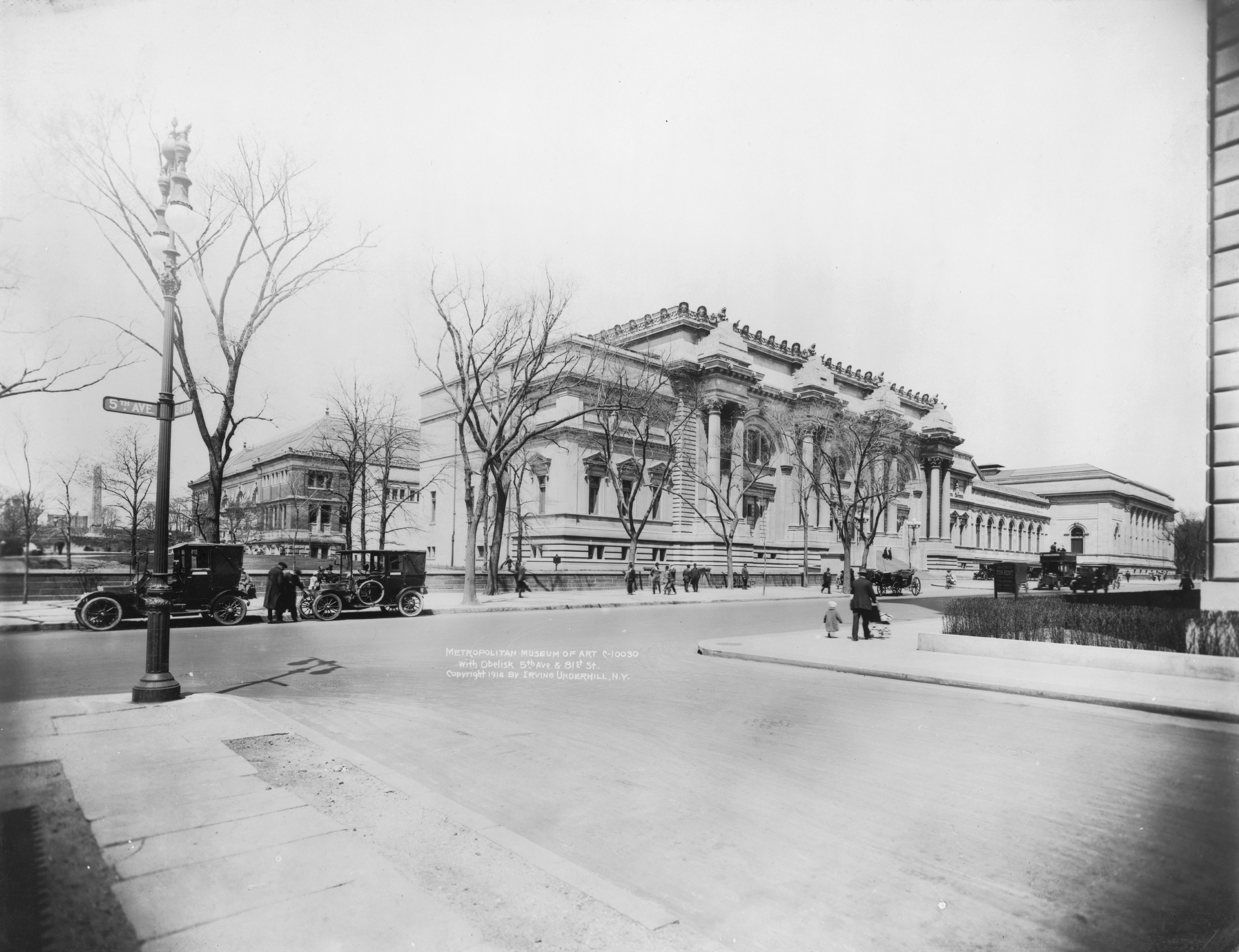
El Museo Metropolitano de Arte de Nueva York en una fotografía del año 1914.

Horemheb en posición de escriba es una escultura de granodiorita, tallada en el Imperio Nuevo de Egipto, concretamente durante la Dinastía XVIII de Egipto.

## Simbología
Esta escultura representaba a Horemheb, último faraón de la XVIII Dinastía egipcia, que gobernó las Dos Tierras durante unos 27 años, de c. 1323/1 a 1295/4 a. C., Cronología según von Beckerath, Grimal, Shaw, Lehner y Málek. Sus nombres de coronación y de nacimiento fueron: Dyeserjeperura-Setepenra Horemheb-Meryamón.
Era descendiente de una antigua familia aristocrática, aunque no estaba emparentado con ningún miembro de la familia real. Las primeras menciones que tenemos de él datan del reinado de Amenhotep IV, más tarde llamado Ajenatón. Horemheb habitaba en la nueva capital del reino, Ajetatón, y era el comandante de las tropas y uno de los líderes del ejército. Aunque leal al llamado rey hereje, no dejó de reprocharle su debilidad. Horemheb era un cortesano cultivado, un célebre militar, y además escriba en la convulsa corte egipcia, sembrada de intrigas palaciegas.

## Características
- Estilo: arte egipcio.
- Material: Granodiorita, (de « grano » y de « diorita »), una roca magmática plutónica, parecida al  granito. Está principalmente constituida por cuarzo ( >10% ) y de feldespatos, pero contariamente al granito, contiene más de plagioclasas que de ortosa. Los minerales secundarios son la biotita, la anfibolita y el piroxeno).
- Altura: 116,8 centímetros.

## Conservación
- La figura se exhibe de forma permanente en el Museo Metropolitano de Arte de Nueva York, propietario de la pieza desde el año 1923, cuando fue donada al museo por el matrimonio Everit Macy.